# 북호텔
북호텔(Hotel Du Nord)은 프랑스에서 제작된 마르셀 까르네 감독의 1938년 드라마 영화이다. 아나벨라 등이 주연으로 출연하였고 Jean Levy-Strauss 등이 제작에 참여하였다.

## 출연

### 주연
- 아나벨라
- 장 피에르 오몽

### 조연
- 루이 주베
- 아를레티
- 폴레트 더보스

## 제작진
- 원작자: Eugene Dabit
- 미술: 알렉상드르 트로너
- 의상: Lou Tchimoukoff